# جمال العقبي
جمال العقبي (موليد 15 أكتوبر 1939) كان لاعب كرة قدم جزائري محترف لعب كحارس مرمى لاتحاد العاصمة.

## الحياة و الوظيفة

### مرتبة الشرف
- الرابطة الجزائرية المحترفة الأولى

- الفائز: نهائي الرابطة الجزائرية المحترفة الأولى 1963

## النوادي
- إيه إس سان أوجنواز (1957–1960)
- اتحاد الجزائر (1962–1969)